# Ostenfriedhof Eichstätt
Der Ostenfriedhof befindet sich in der Ostenvorstadt der Stadt Eichstätt.

## Geschichte und Architektur

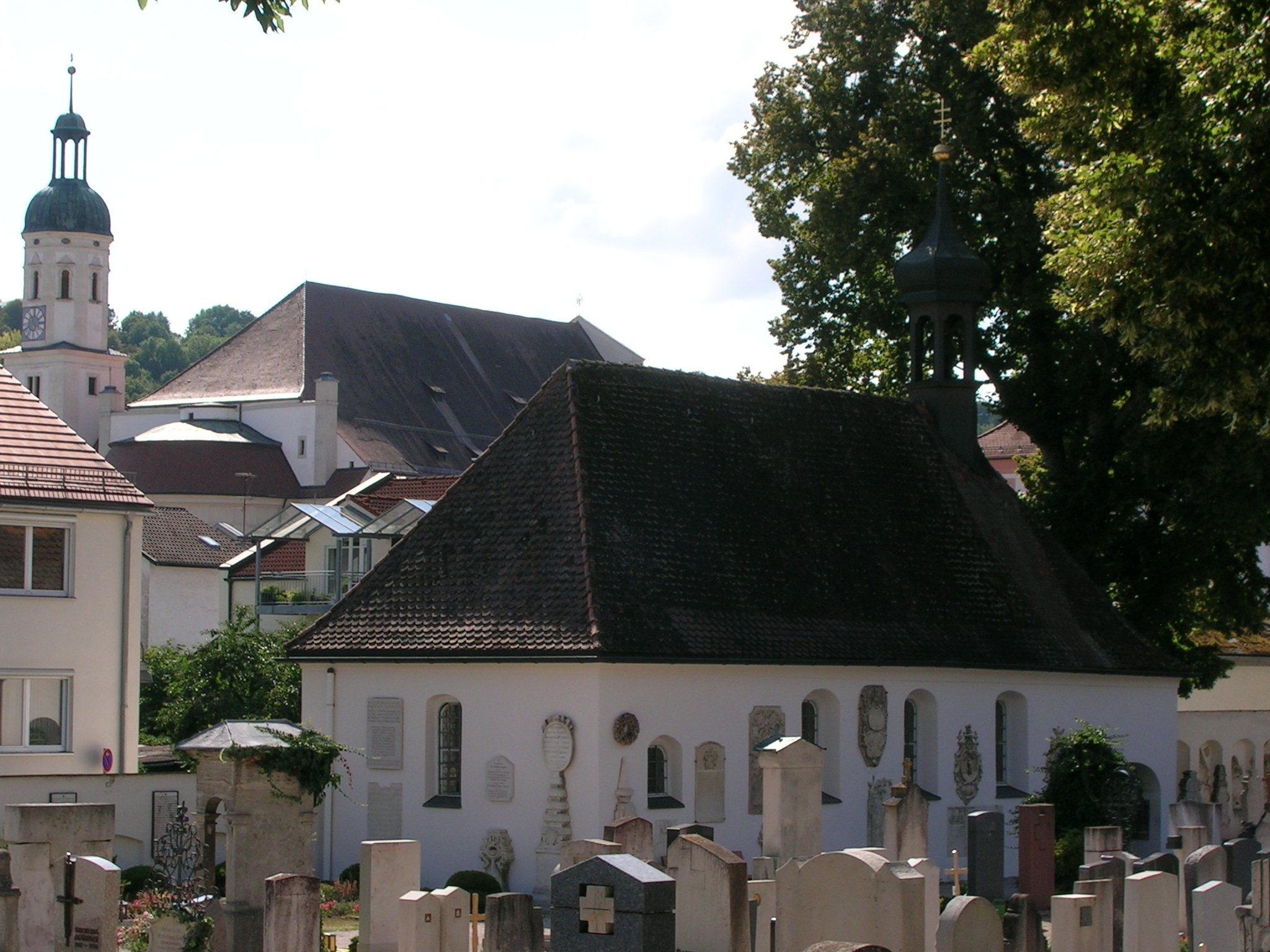
Friedhofskapelle Maria Schnee

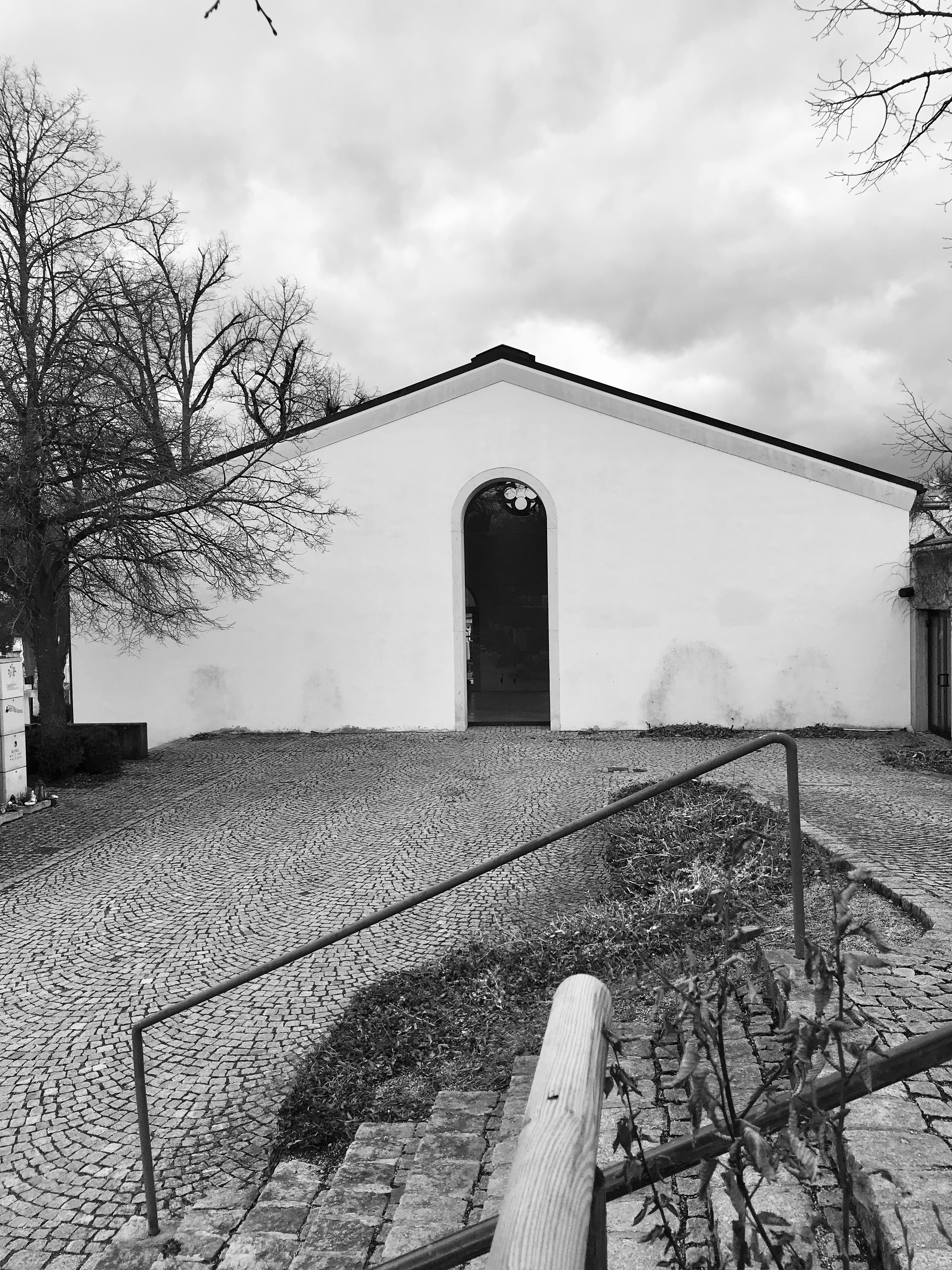
Aussegnungshalle

Der Ostenfriedhof stammt aus dem Jahr 1534 und wurde zweimal erweitert – 1607 und im 19. Jahrhundert. Auf dem Ostenfriedhof befinden sich die Friedhofskapelle Maria Schnee, die Aussegnungshalle mit Nebengebäude, etwa 2800 Grabstellen, ein Gedenkobelisk aus dem 1. Drittel des 19. Jahrhunderts und zwei klassizistische Soldatendenkmäler von 1827 und 1832.
Das 1886 oder 1893 errichtete neuromanische Friedhofsgebäude war zum Abbruch freigegeben, wurde jedoch von Stadtbaumeister Jakob Semler umgebaut und somit erhalten. Neben dem Umbau zur Aussegnungshalle entstand ein Erweiterungsbau mit Aufbahrungszellen, Kühlung und einer Wohnung. Der zwischen 1976 und 1977 errichtete Erweiterungsbau wird in die Friedhofsmauer einverleibt und ist so nicht erkennbar. Der Münchner Bauingenieur Kurt Stepan zeichnete verantwortlich für die Statik der Bauten. Fotografisch wurde der Umbau und der Neubau von Josef Fiedler dokumentiert.

## Baudenkmal
Friedhof, Umfassungsmauer, Friedhofskapelle und Aussegnungshalle stehen unter Denkmalschutz und sind im Denkmalatlas des Bayerischen Landesamtes für Denkmalpflege und in der Liste der Baudenkmäler in Eichstätt eingetragen.

## Grabmäler bedeutender Persönlichkeiten
- Gabriel de Gabrieli (1671–1747), Schweizer fürstbischöflich Eichstättischer Hofbaudirektor des Barocks
- Maurizio Pedetti (1719–1799), italienischer Architekt des Spätbarocks